# Estadio Francisco Micheli
El Estadio Francisco A. Micheli es un estadio privado dedicado principalmente al deporte del béisbol. Situado en la ciudad de La Romana, en República Dominicana con capacidad para unas 10,000 personas, es la sede del equipo dominicano Toros del Este. El parque fue inaugurado con el nombre de Estadio Romana en 1979 por el presidente Antonio Guzmán y es propiedad del Central Romana Corporation. El estadio debe su nombre al Licenciado Francisco Micheli
En 1998 el estadio sufrió daños como resultado del Huracán Georges, que pasó por gran parte de la República Dominicana durante ese año.

## Historia
Fue construido por la Gulf and Western American Corporation como una contribución al desarrollo deportivo de la ciudad de La Romana y del país. Este parque, que actualmente es el campo de los Toros del Este, fue sede de las Estrellas Orientales en la estación de 1979-80, debido a que el viernes 31 de agosto de 1979 el Huracán David y luego la tormenta Federico azotaron la nación dominicana; sus fuertes vientos y los interminables aguaceros de la tormenta maltrataron y dejaron en muy malas condiciones el Estadio Tetelo Vargas, lo que llevó que a que el conjunto oriental jugara sus partidos como dueños de la casa en la ciudad vecina. 
El primer juego del béisbol invernal dominicano celebrado en este parque aconteció entre los Tigres del Licey y los paquidermos, el cual fue ganado por los primeros con pizarra de 4-2.
El primer hit disparado en este estadio salió del bate de Rafael Landestoy y el primer jonrón lo produjo Rico Carty, ambos jugando para los bengaleses. El batazo de Carty fue contra el lanzador Randy Martz.